# Guðlaugur Þór Þórðarson
Guðlaugur Þór Þórðarson (født 19. december 1967 i Reykjavík) er en islandsk politiker, der siden 11. januar 2011 har været Islands udenrigsminister.
Guðlaugur har en bachelorgrad i statskundskab fra Islands Universitet i 1996. Han blev valgt til bestyrelsen for Selvstændighedspartiets ungdomsorganisation Samband ungra sjálfstæðismanna i 1987, hvor han var næstformand 1989–1993 og formand 1993–97. Ved kommunalvalget i 1998 blev han valgt til byrådet i Reykjavík i 1998, hvor han sad i to valgperioder frem til 2006. 
I 2003 indvalgtes han i Altinget for Reykjavík Nord kredsen, og blev 24 maj 2007 udnævnt til sundhedsminister i Geir Haardes koalition med Alliancen, en post han besad frem til regeringens afgang 1. februar 2009 som følge af sammenbruddet af det islandske banksystem.
Den 11. januar 2017 udnævntes Guðlaugur til udenrigsminister i Katrín Jakobsdóttirs regering. 

## Familie
Guðlaugur er gift og har fire børn.